# Lascăr Vorel
Lascăr Vorel (Iași, 19 de agosto de 1879-Múnich, 8 de febrero de 1918) fue un pintor postimpresionista rumano cuyo estilo derivó hacia el expresionismo. Era descendiente de un clan de farmacéuticos de Piatra Neamț, pero abandonó el oficio familiar para dedicarse al dibujo y se convirtió en estudiante en la Academia de Bellas Artes de Múnich.

## Un artista original
Elogiado como intelectual y pintor, se alejó del Art Nouveau, estudió el cubismo y el expresionismo e intercambió ideas con un joven Marcel Duchamp. Vorel también trabajó como dibujante para la revista Der Komet, se hizo amigo de Albert Bloch, Hanns Bolz y Erich Mühsam, y frecuentaba el Café Stefanie. 
Aunque estuvo activo en la proximidad inmediata de las primeras tendencias del expresionismo alemán, incluido Der Blaue Reiter, nunca se unió a ninguna de sus sociedades artísticas. Sus pinturas de vanguardia, que a menudo incorporaban comentarios sociales, se alternaban con paisajes y retratos campesinos más moderados y convencionales de la Moldavia occidental. Manteniendo cierto interés en la escena del arte moderno de Rumania, participó en las exposiciones de Tinerimea Artistică y publicó cuentos en las revistas literarias de Bucarest. 
Enfermo de una enfermedad renal crónica, Vorel vivió una existencia retraída durante la Primera Guerra Mundial. Mantuvo un vivo interés en la política y los acontecimientos militares, expresando su continuo apoyo a las Potencias Centrales; también era cada vez más pesimista sobre el futuro del arte y sobre su propia capacidad para prosperar. Este período lo puso en contacto con el escritor rumano Nae Ionescu, quien fue su admirador y promotor, pero los cuadernos de Vorel sugieren que su amistad era superficial. Internado brevemente como enagenado mental, Vorel se volvió hacia el pacifismo durante sus últimos años y finalmente murió en Múnich a los 38 años. Sigue siendo célebre en Piatra Neamț, donde se han publicado algunos de sus diarios, pero es relativamente desconocido en Rumanía en general. 

## Biografía

### Juventud y formación
Nacido de padres checo-rumanos en Iași, Lascăr era bisnieto de Anton Vorel, un conocido farmacéutico y herbolario que había llegado a Moldavia desde el Reino de Bohemia.  El negocio familiar, centrado en Piatra Neamț, fue preservado por el nieto de Anton, Lascăr, con los Vorel emergiendo como una familia destacada en la clase alta comercial regional. El futuro pintor nació del matrimonio de Lascăr con Julieta Suess.  Pasó gran parte de sus primeros años en Piatra, con sus hermanos menores Constantin y Tudor.  
Lascăr fue el único de su familia que no se interesó por la farmacia. Más adelante en la vida, al depender casi por completo del apoyo económico de su familia, reconoció que sus actividades eran "antieconómicas", y que a la sociedad le parecía un "enfermo". Sin embargo, se enorgullecía de señalar que su arte carecía de "sentido comercial". Como recordó en la edad adulta, su pasión por el dibujo se cultivó por primera vez durante su tiempo en la Escuela Elemental de Piatra, y fue recogido de un compañero de escuela de talento, Mărgărint, "mi primer y último maestro".  Asumiendo el arte como ocupación a tiempo completo, a partir de 1899  o 1900 estudió en el Imperio Alemán, donde posteriormente vivió una larga parte de su vida. Según su colega rumano Marius Bunescu, su estipendio familiar le permitió alquilar una "residencia artística hermosa, que probablemente nunca habría considerado dejar".  
Vorel asistió a la Academia de Múnich, donde fue enseñado por Franz Stuck. A partir de ese momento, Vorel desarrolló un estilo influenciado por la Secesión de Viena y otras ramas del Art Nouveau, enviando algunas de sus obras para ser exhibidas por Tinerimea Artistică, el equivalente de la Secesión en Bucarest. Según Bunescu, estaba interesado en labrarse su propio nicho artístico; por lo tanto, a pesar de ser colega de Wassily Kandinsky, Vorel nunca se unió a Der Blaue Reiter.  
Uno de los primeros admiradores de Vorel fue el periodista y filósofo Nae Ionescu, quien descubrió su "sorprendente novedad y alto intelectualismo", considerando su arte "atormentado" como un registro de las propias luchas existenciales de Vorel. En general, argumenta Ionescu, Vorel fue "uno de los ejemplos más exquisitos de la espiritualidad rumana". Como señala el crítico Valentín Ciucă, Vorel era a la vez un hombre tímido con una "compleja vida interior" y un modernizador, "interesado en el sincronismo artístico, con todas las novedades que existían en el arte de principios de siglo". Otro crítico, Petru Comarnescu, sostiene que Vorel fue sobre todo un "pintor intelectual" con un "sentido trágico de sí mismo".
En 1908-1909, Vorel se interesó por el expresionismo mientras asistía a exposiciones de obras de Vincent van Gogh, Paul Cézanne y Henri Matisse.  Su visión artística incorporó completamente las pautas geométricas de Cézanne, dando como resultado lo que el escritor Dumitru Iov vio como "cubismo moderado". También según Iov, Vorel fue magistral en su lienzo de 1914 The Card Players. Para entonces, Vorel estaba en contacto con Albert Bloch, un miembro estadounidense de Der Blaue Reiter. En 1910-1912, Vorel, Bloch y Hanns Bolz trabajaron como caricaturistas para una revista satírica, Der Komet, que probablemente fue concebida en el Café Stefanie de Múnich; el editor era el escritor anarquista Erich Mühsam, que jugaba regularmente al ajedrez con Vorel. Fue como resultado de la intercesión de Vorel que Der Komet también publicó caricaturas de otro rumano, Nicolae Mantu.
En ese momento, Vorel estaba saliendo con la cantante de cabaret María "Mucki" Berger (o Bergé). En estos círculos, Vorel también conoció a Marcel Duchamp, que vivía cerca de su casa en Blütenstrasse. Este encuentro, mediado por el pintor Max Bergmann, puede haber contribuido a radicalizar la visión de Duchamp sobre el arte. Más tarde, en la década de 1910, Bloch y Vorel fueron amigos cercanos. 
Visitaban los estudios del otro y se hicieron retratos el uno al otro. Aunque Vorel finalmente se negó a unirse a ningún grupo particular de artistas, su trabajo comparte rasgos comunes con el de varios expresionistas alemanes, incluidos George Grosz y Oskar Kokoschka. Muchas de sus pinturas son de temática satírica y se centran en caricaturas grotescas de la sociedad burguesa o sus artistas. La mayoría de ellas están pintados en gouache y están dominadas por tonos azules, grises y violetas. Su principal elección estilística fue contrastada por obras que representan su región de origen: concentrándose en composiciones y paisajes más amplios que incluían retratos más emocionales de campesinos y artesanos, hizo uso de tonos de color más claros. El periodista Constantin Dănciuloiu encontró que estas obras recuerdan a dos pintores clásicos, Jean-Baptiste Greuze y Nicolae Grigorescu.  

### Últimos años
Ionescu finalmente conoció a Vorel en persona a principios de 1914; los dos hombres posiblemente se reunieron en la primera mitad de 1916, que es probablemente el período de tiempo del único retrato de Ionescu de Vorel. Este describió al pintor con una "frente enorme", "aparentemente lista para estallar por la dolorosa presión de un pensamiento persistente". Esta autorreflexión era "sádica", porque Vorel siempre volvía a la misma conclusión: que las viejas formas creativas ya no eran suficientes para la mentalidad moderna. Después de ver a Vorel trabajar en sus lienzos, Ionescu propuso que no se trataba tanto de pintar como de una actividad de "resolución de problemas". Los documentos privados de Vorel documentan sus episodios de ira y depresión; en 1915, describió su oficio como una forma de "payasadas", señalando que, en cualquier momento, "el infierno puede reinar sobre mi vida de enano". Señaló que el trabajo "desesperado" era su único método para defenderse de la incertidumbre y el aislamiento, pero también que los lienzos que aún enviaba para ser exhibidos por Tinerimea eran intencionalmente parecidos a bocetos o a obras inacabadas. Ionescu informa que Vorel consultó el catálogo de Tinerimea durante una reunión regular en el Café Stefanie y se lo pasó a sus colegas alemanes, incluidos Bloch, Bolz, Franz Marc y Frank Wedekind. Casi todos quedaron impresionados con una obra de Ion Theodorescu-Sion.
Tras el estallido de la Primera Guerra Mundial, Vorel se convirtió en un partidario entusiasta de su Alemania adoptiva y de las potencias centrales en general. En su correspondencia privada, argumentó que los alemanes estaban "llamados a gobernar el mundo", y quedó especialmente impresionado por las tácticas submarinas de Alemania. Vorel comentó que la civilización pacífica era ilusoria y que el odio era el "habitus fundamental de los seres vivos". También comparó una victoria alemana con el inicio de la modernización, lo que llevó a una "producción masiva de energía creativa". Mientras Rumanía aún se mantenía neutral, Vorel se burló de sus agitadores pro aliados, incluidos Octavian Goga e Ioan Toplicescu, respaldando en cambio al proalemán Petre P. Carp. Como señaló en junio de 1915, el periódico Moldavia de Carp era lo único que valía la pena leer.
En abril de 1916, Ionescu le pidió a Vorel que considerara la publicación de más contribuciones literarias en Noua Revistă Română. Luchando contra una enfermedad crónica de los riñones, Vorel siguió "una dieta estricta y un régimen sedentario". A principios de 1916, se quejó de que "mi vieja llaga en el lomo" le estaba causando problemas en el oído izquierdo y aparentemente lo estaba volviendo sordo. También estaba exigiendo que su familia le enviara más dinero para pagar un retiro temporal al campo, pero señaló que todavía estaba trabajando en sus lienzos con temas de circo.
Preparada en parte por Bloch, su última exhibición fue durante el verano de 1916, en un lugar de Munich que compartió con Erich Heckel. Vorel escribió a su casa para anunciar que estaba comprometido con Mucki. El contexto histórico de ambos eventos resultó desafiante, ya que, aproximadamente al mismo tiempo, Rumania se estaba movilizando para declarar la guerra a las Potencias Centrales. Vorel se enfadó cuando los anuncios de su exposición lo presentaron como "el rumano Lascăr Vorel", y señaló: "este resaltado de mi nacionalidad no me puede servir en las circunstancias actuales". Bunescu recuerda que el compromiso rumano resultó en el internamiento de Vorel como un extranjero hostil, lo que "acortó su vida útil".  A partir de 1917, se reencontró con Bolz, que había resultado herido durante un ataque químico y se estaba recuperando en Múnich. Para entonces, Vorel había incorporado protestas pacifistas en sus pinturas. Este fue el último tema importante de su arte. Su muerte ocurrió el 8 de febrero de 1918 en Múnich, y fue consecuencia de su enfermedad renal.
Bloch lamentó su muerte en un soneto, que describe el evento como "sin despedida ni advertencia", lo que sugiere que Vorel se había aislado deliberadamente de sus amigos. Compró y se llevó a América varios de los paisajes urbanos de Múnich de Vorel; uno está en el Museo de Arte Spencer. Los restos del artista fueron incinerados y luego enterrados en el cementerio Eternitatea en Piatra. También se recuperaron sus diarios y se conservan en los archivos del Museo de Historia Piatra Neamț.  En octubre de 1924, Ionescu buscó reactivar el interés por la obra de Vorel con una pieza homenaje en el diario Cuvântul. Instó a Bunescu, para entonces pintor oficial, a organizar una exposición póstuma de Vorel, ya que "nadie conoce sus cuadros, y eso es una pena". En 1939, el Servicio Social del Frente Nacional del Renacimiento patrocinó una retrospectiva de las obras rumanas de Vorel, organizada por el Petru Rareș National College de Piatra.
Los hermanos de Vorel fueron la última generación en poseer la farmacia Vorel antes de su nacionalización por el régimen comunista; varios miembros de la familia pasaron algún tiempo en prisiones comunistas durante la década de 1950,  aunque Tudor se mantuvo como gerente de la empresa. En 1958, el régimen permitió que una galería de Bucarest acogiera una exposición de Vorel.  La contribución de la familia fue reconocida nuevamente a partir de 1983, cuando una empresa farmacéutica tomó el nombre de Plantavorel. Desde 1993, Piatra Neamț alberga una Galería Lascăr Vorel (parte del Complejo de Museos del Condado de Neamț). Es el centro de una "Vorel Biennale" que exhibe obras de pintores contemporáneos.   Una muestra de los diarios del pintor, que cubren el año 1916, apareció en Piatra en 2009. Para conmemorar los 100 años de la muerte de Vorel, la Biblioteca Asachi de Iași señaló que, aunque era un "innovador del arte en Rumania, así como en todo el mundo", Vorel seguía siendo "bastante desconocido para los amantes del arte".

## Galería

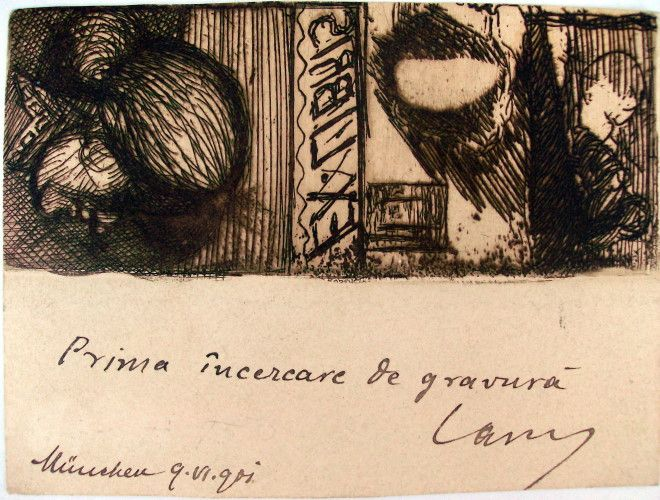
Mi primer intento de grabado, ex libris de 1901
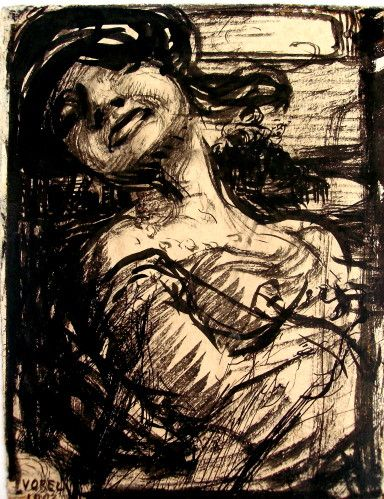
Retrato de una mujer, 1903
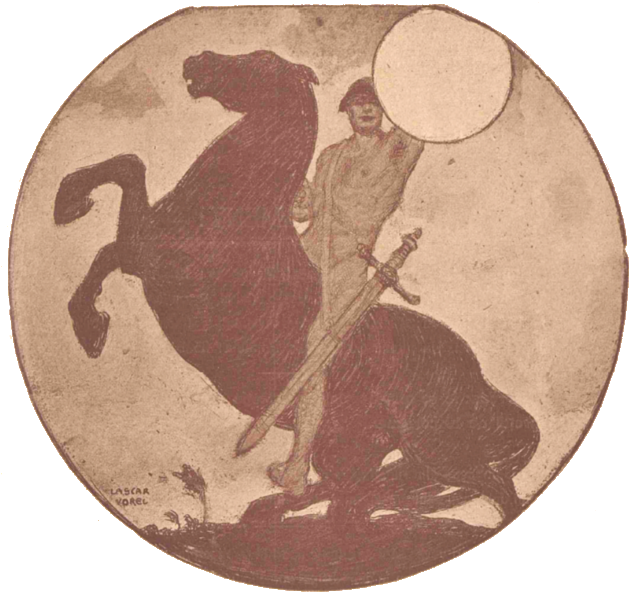
1904 funda para Luceafărul
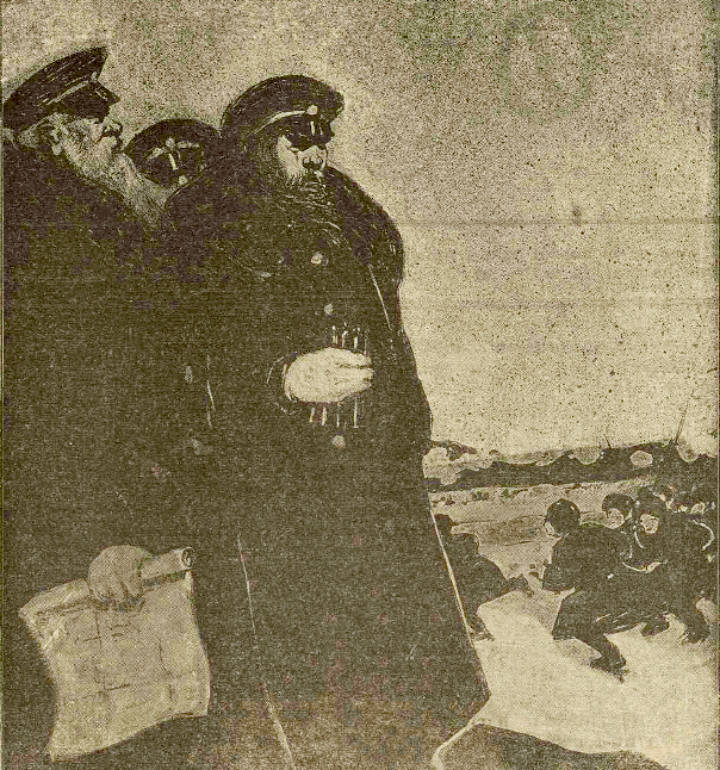
1905 caricatura en Furnica
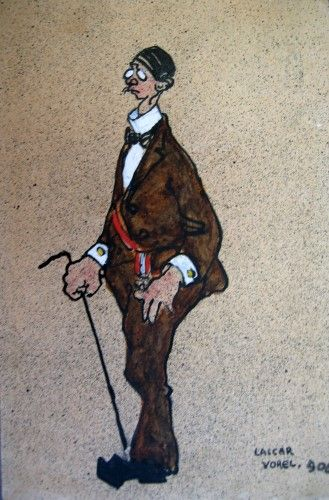
El estudiante, 1906
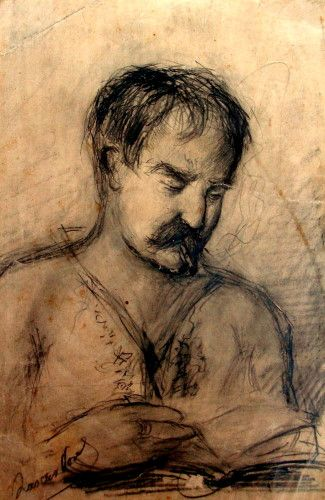
Retrato de mi padre, 1907
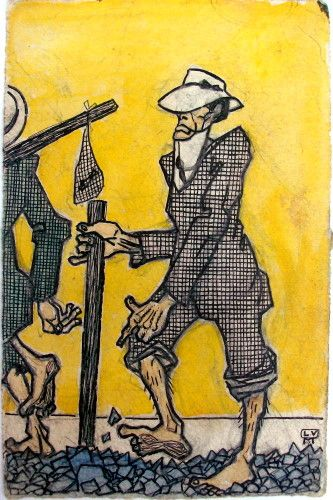
El camino del pintor (autorretrato), 1907
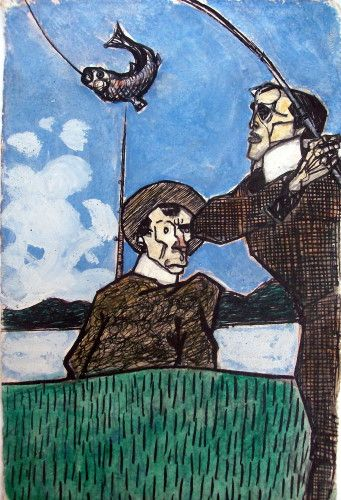
Pescadores, 1907
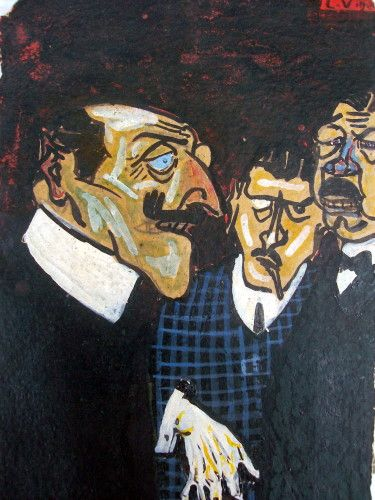
El halcón; Empresarios, 1907
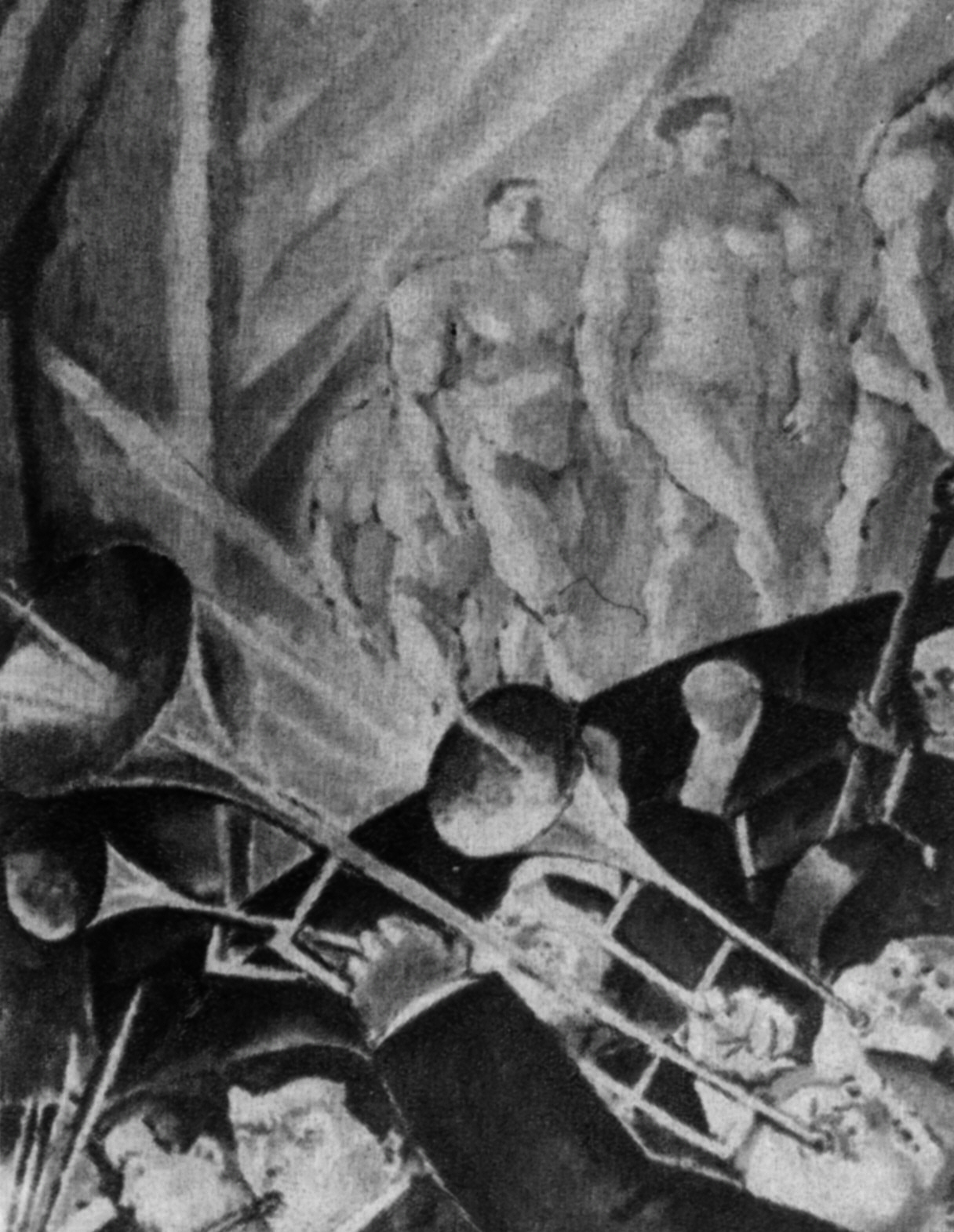
Los acróbatas
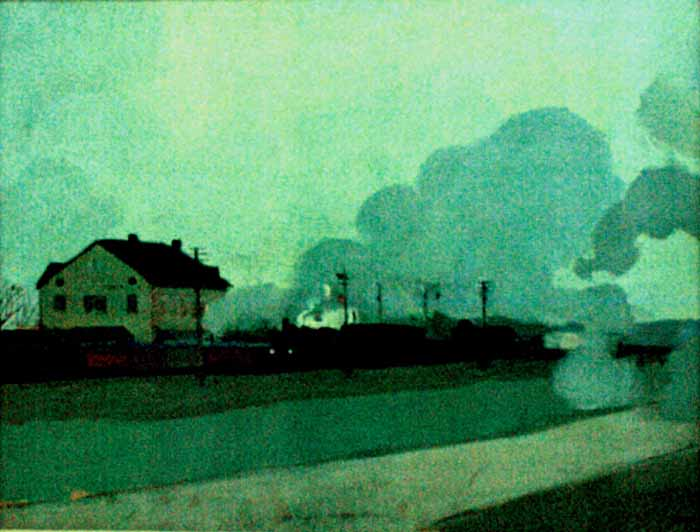
Estación de tren
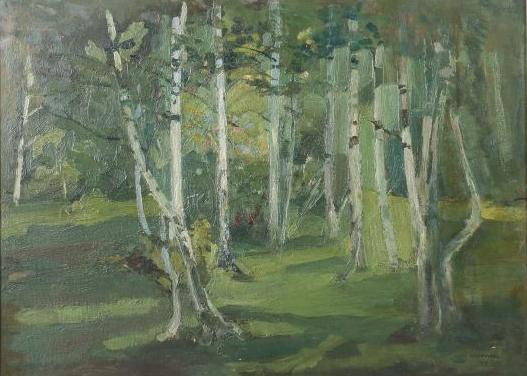
1909 paisaje
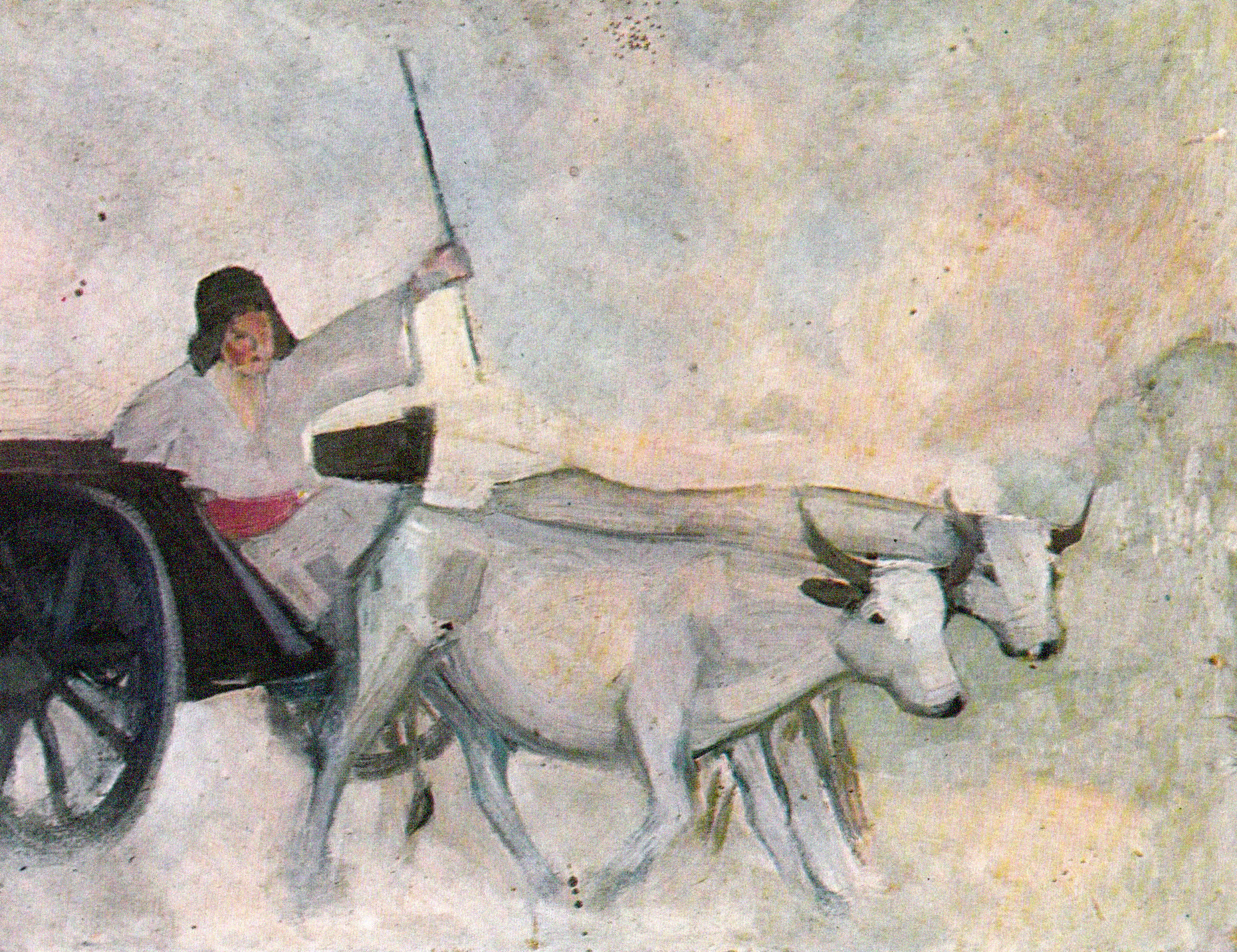
Carreta
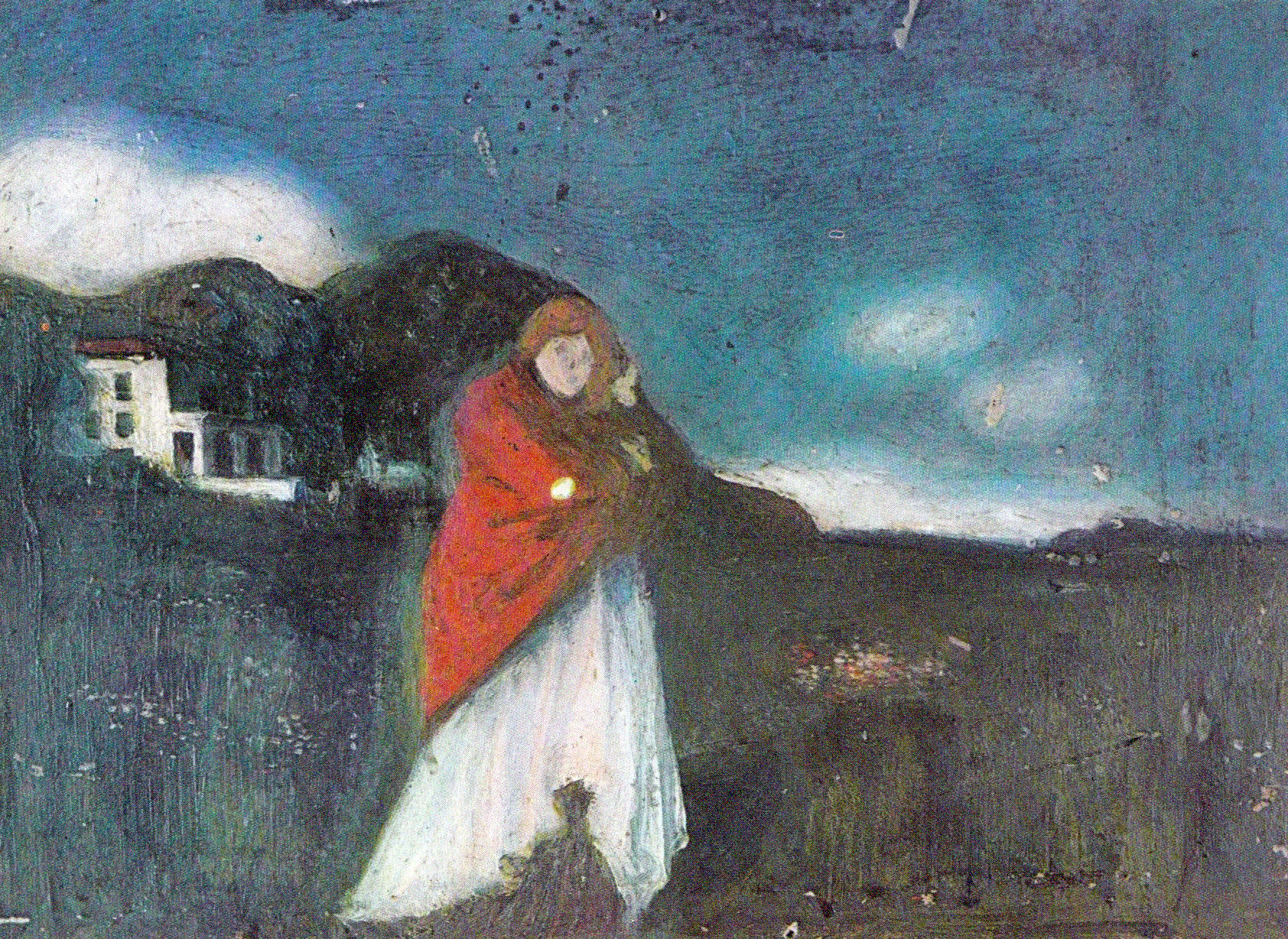
Mujer en capa roja
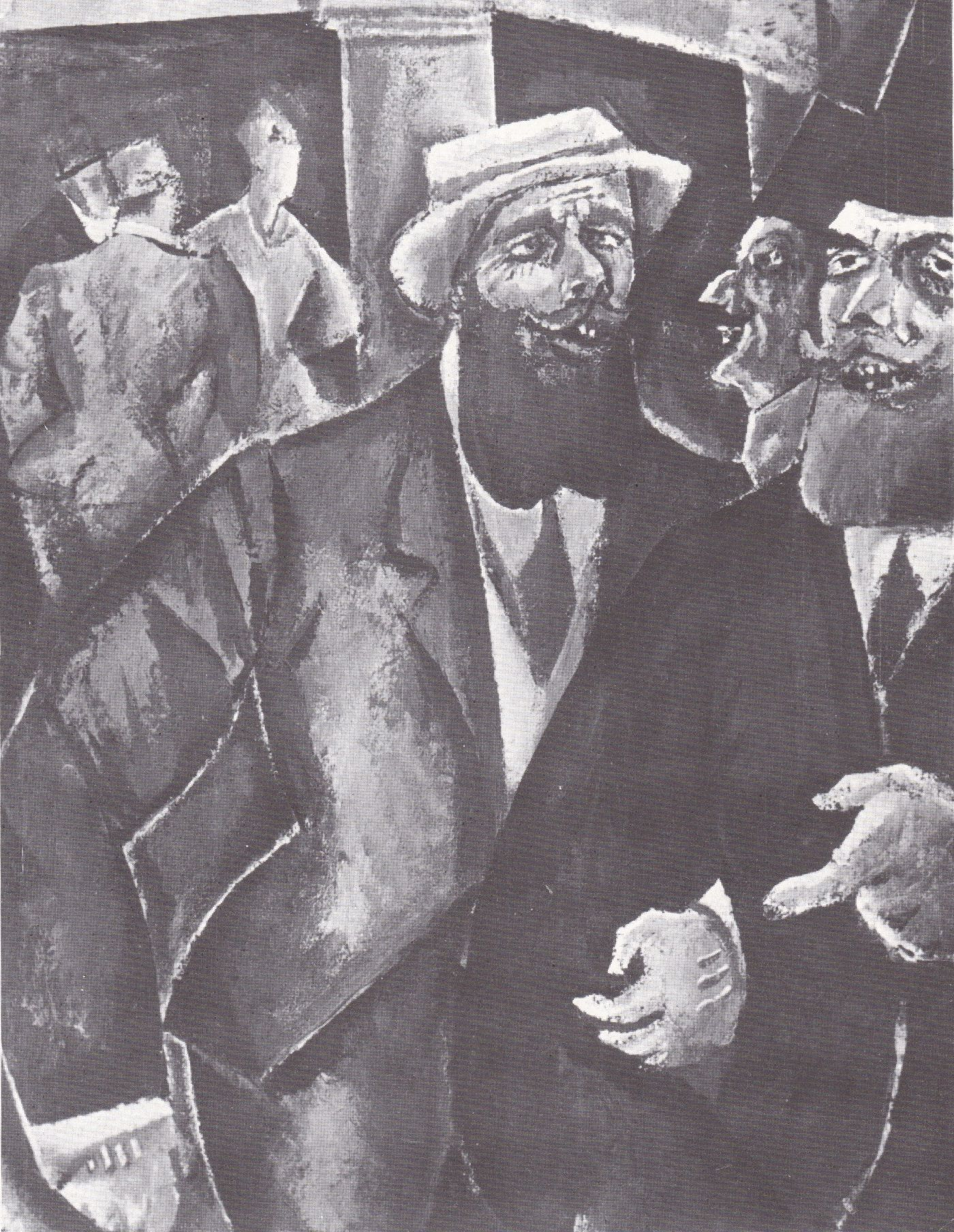
Agencia Havas
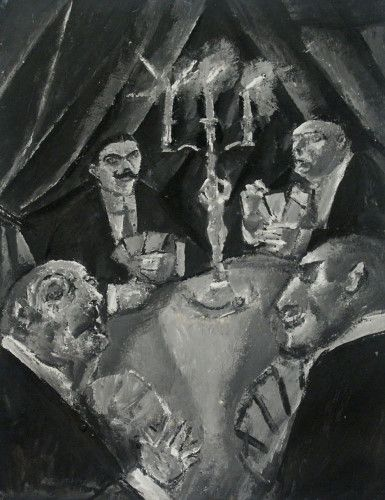
Jugadores de cartas, 1914
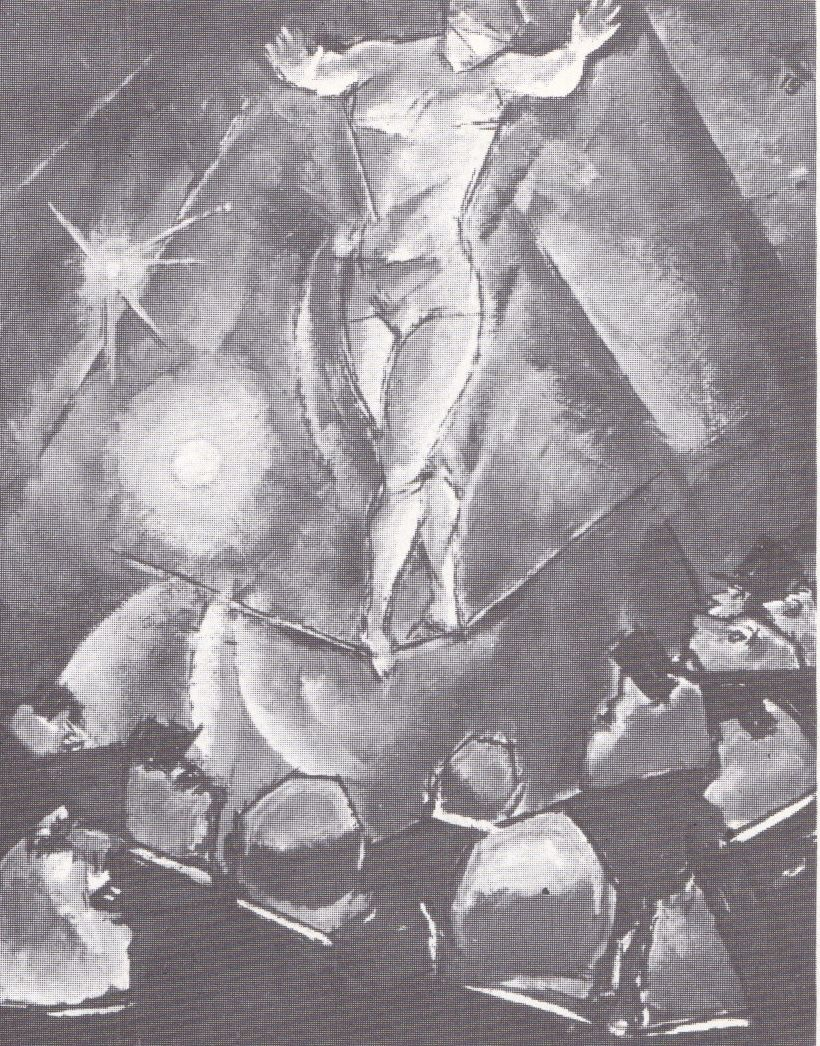
Escena de circo
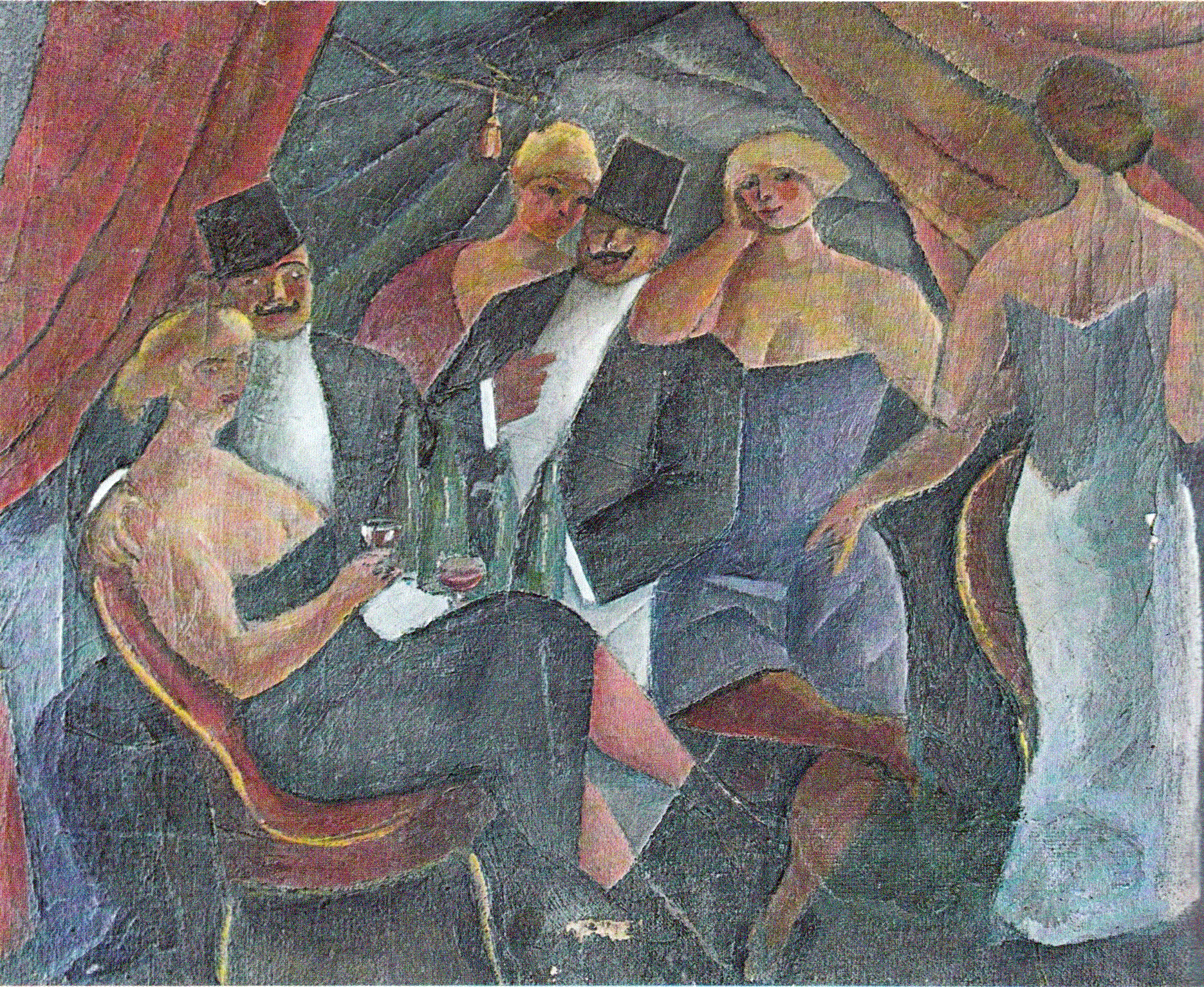
En la cabina
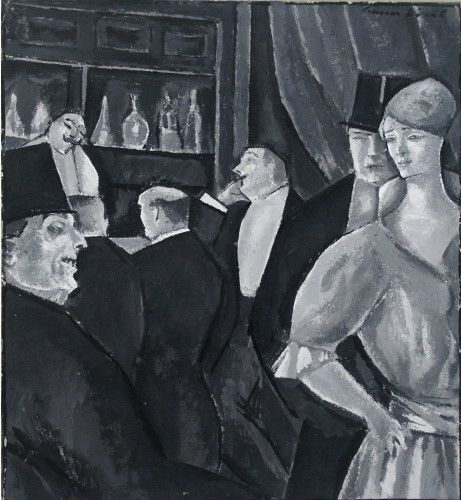
El bar
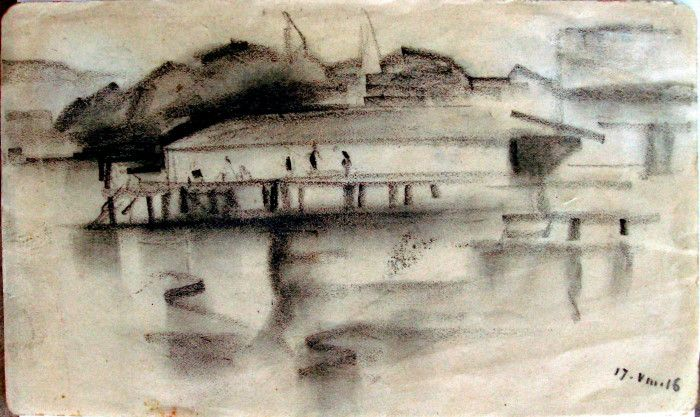
Herrsching am Ammersee, 1916
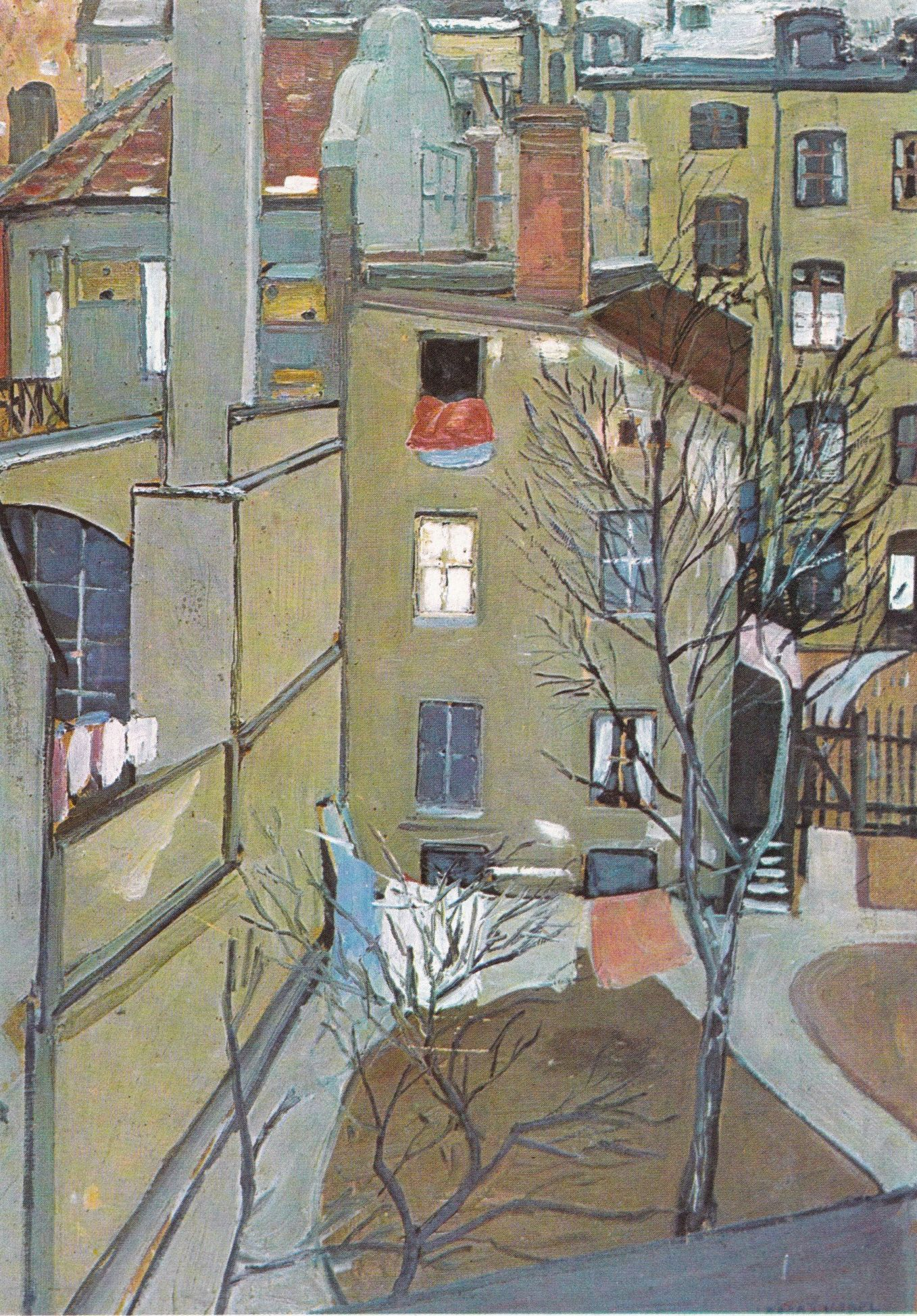
The View from My Studio